# 我的2011
《我的2011》（英語：My 2011）是香港無綫電視的一個討論式電視節目。於2012年1月21日起逢星期六、日晚上11:00至11:30在翡翠台及高清翡翠台播映，及於tvb.com提供節目重溫。節目主要講述不同的香港人於2011年一個經歷了日本311大地震、龔如心遺產案、威尼斯影展等所發生的故事，是一個非新聞性的年度回顧節目。

## 每集主題和嘉賓
| 集數 | 播映日期    | 主題           | 嘉賓                                                         | 身分                             |
| 01   | 1月21日(六) | 《嫻言嫻語》   | 葉德嫺                                                       | 2011年威尼斯影展最佳女主角       |
| 02   | 1月28日(六) | 《我有我夢想》 | 歐詠芝                                                       | 職業女子壁球手                   |
| 02   | 1月28日(六) | 《我有我夢想》 | 攀岩教練黃炎良、工程師朱棋端、金融從業員羅啟義               | 登珠穆朗瑪峰三勇士               |
| 03   | 1月29日(日) | 《魔法闖高峰》 | 李行齊                                                       | 業餘魔術師、警員                 |
| 04   | 2月4日(六)  | 《天地有正氣》 | 龔仁心                                                       | 龔如心胞弟                       |
| 05   | 2月5日(日)  | 《震·動人心》  | 翁歲娜(Iris)、陳國健(KK)、Helen、鄧梓珊(Kaye)及李梓明(Tommy) | 311大地震歷難港人                |
| 06   | 2月12日(日) | 《脫穎而出》   | 鄭嘉穎                                                       | 2011年萬千星輝頒獎典禮最佳男主角 |

## 收視
以下為本節目於香港無綫電視翡翠台之收視紀錄：

## 資料來源
1. ↑  .   [2012年1月16日]. （原始内容存档于2021年2月6日）.

## 外部連結
- TVB《我的2011》官方網頁 （页面存档备份，存于）